# Walter Pitman
Pour les articles homonymes, voir Pitman.
Walter George Pitman O.C., O.Ont, B.A., M.A., LL.D. (né le 18 ou 28 mai 1929 et mort le 12 juin 2018) est un enseignant provincial fédéral de l'Ontario.

## Biographie
Né à Toronto, Walter Pitman reçut un baccalauréat en arts en 1952 et une maîtrise en arts en 1954 de l'Université de Toronto. Il enseigna ensuite dans une école secondaire lorsqu'il fut nommé candidat du Nouveau Parti, parti succédant au Parti social démocratique, dans la circonscription de Peterborough. Élu lors d'une élection partielle déclenchée à la suite du député sortant en 1960, Pitman devint député de cette circonscription. Après s'être rallié au Nouveau Parti démocratique en 1961, il perdit les élections de 1962 et de 1963.
En 1967, il devint membre du Parlement provincial (MPP) de l'Ontario en devenant député du Nouveau Parti démocratique de l'Ontario dans la circonscription de Peterborough. Il tenta sans succès de remplacer Donald C. MacDonald à titre de chef, mais termina deuxième derrière Stephen Lewis lors du course à la chefferie du NPD ontarien en 1970. Il perdit son siège de député lors des élections de 1971.
Après sa défaite électorale, Pitman retourna dans le domaine de l'éducation en devenant directeur de l'Ontario Institute for Studies in Education et ensuite président de l'Institut polytechnique de l'Université Ryerson de Toronto. Durant la période entre sa carrière en politique fédérale et provinciale, il fut doyen des arts et des sciences de l'Université de Trent.
En 1992, il devint Officier de l'Ordre du Canada. Il fut également récompensé de l'Ordre de l'Ontario.